# Réflexe photo-sternutatoire
 Mise en garde médicale
Le réflexe photo-sternutatoire (ou ACHOO, sigle de Autosomal dominant Compelling Helio-Ophthalmic Outburst), appelé aussi éternuement héliotropique ou héliotrophique, est un phénomène physiologique consistant pour le sujet à éternuer de manière réflexe lorsqu'il est exposé à une forte lumière telle que le rayonnement solaire. 

## Étymologie

### Français
En français, ce réflexe est désigné par le terme réflexe photo-sternutatoire, inventé en 1954 par Jean Sedan, ophtalmologue à Marseille,. Il est formé de photo- (préfixe provenant du grec ancien utilisé pour construire des mots en rapport avec la lumière) et sternutatoire (adjectif qualifiant ce qui excite l'éternuement, que l'on retrouve dans le mot vieilli sternutation, autre nom de l'éternuement).
On trouve aussi les termes éternuement héliotropique et héliotrophique,,, du préfixe hélio-, également tiré du grec ancien et utilisé dans des mots relatifs au Soleil.

### Anglais
En anglais, il est à l'origine appelé photic sneeze reflex, nom inventé en 1964 par Henry C. Everett,,, auteur de la première « étude phare » (« landmark study ») sur le sujet.
Il est par la suite connu sous le sigle ACHOO, pour Autosomal dominant Compelling Helio-Ophthalmic Outburst. C'est un rétroacronyme de « achoo », l'onomatopée utilisée en anglais pour imiter l'éternuement, équivalent de « atchoum ». Robert B. Taylor de l'Oregon Health & Science University (en) date l'apparition de cet acronyme à un article de 1987,, mais il a été inventé par les auteurs d'un article antérieur, publié en 1978,, et présenté lors d'une rencontre sur les maladies congénitales.
On trouve aussi plus rarement les termes Peroutka sneeze reflex ou simplement Peroutka sneeze, du nom des Peroutka qui ont publié sur le sujet en 1984,.

## Prévalence
Ce réflexe concerne entre 18 % et 35 % des êtres humains. C'est un trait génétique de transmission autosomique dominante.

## Histoire
La première référence à ce phénomène date probablement d'Aristote :

« Pourquoi éternue-t-on davantage quand on regarde vers le soleil ? N'est-ce pas parce que le soleil meut notre organe en réchauffant ? C'est le même effet que quand on se touche le nez avec des plumes. De part et d'autre, c'est la même action ; car en échauffant l'organe par le mouvement, on fait que l'humide se change plus vite en air ; et c'est la sortie de l'air qui est l'éternuement. »

— Problèmes, XXXIII-4, traduction Jules Barthélemy-Saint-Hilaire

## Cause
Sa cause probable serait une anomalie congénitale touchant les signaux nerveux dans le noyau du cinquième nerf crânien appelé nerf trijumeau. Des recherches suggèrent que, chez certains individus, ce nerf est relié au système qui transmet les impulsions visuelles au cerveau. Une surstimulation du nerf optique exciterait le nerf trijumeau et déclencherait le réflexe sternutatoire. Ainsi, lorsqu'une personne passe de l'ombre à la lumière, il se peut qu'elle éternue.
Une ancienne hypothèse suggérait que les larmes qui coulent vers le nez par les conduits lacrymaux sont la cause du réflexe. Toutefois, la rapidité de ce réflexe ne plaide pas en faveur de cette explication : il est bien trop rapide par rapport au laps de temps nécessaire à ce que les larmes soient produites et atteignent le nez. De plus, le réflexe peut aussi se produire lorsque l'on inspire de l'air frais, ce qui pourrait signifier que la stimulation de n'importe quel nerf proche du nerf trijumeau peut entraîner le réflexe d'éternuement.

## Risques
Le réflexe photo-sternutatoire peut représenter un danger en matière de sécurité aérienne (notamment sur avion de chasse) et de sécurité routière, lorsqu'il survient chez un sujet aux commandes d'un véhicule. Il peut également poser problème en cas d'opération chirurgicale, ou lors d'un examen des yeux à la lampe à fente (en).

## Traitement
Une technique proposée pour limiter ce réflexe consiste à appliquer une pression digitale transversale dans la région du philtrum.
D'autre part, il est possible de prévenir son apparition en diminuant l'exposition des yeux au Soleil, par exemple avec un pare-soleil, des lunettes de soleil, un chapeau, etc.,

## Postérité
Le réflexe est assez connu du grand public pour apparaître en 1981 dans The Berenstain Bears Go to the Doctor, un volume de The Berenstain Bears (en), une série de livres pour enfants,.

#### Articles médicaux
- (en) J. J. M. Askenasy, « The photic sneeze », Postgraduate Medical Journal, vol. 66, no 781,‎ novembre 1990, p. 892–893 (PMID 2267200, PMCID PMC2429753, DOI 10.1136/pgmj.66.781.892 , S2CID 31702788).
- (en) L. Beckman et I. Nordenson, « Individual differences with respect to the sneezing reflex : An inherited physiological trait in man? », Human Heredity, vol. 33, no 6,‎ 1983, p. 390–391 (PMID 6674114, DOI 10.1159/000153407 , S2CID 3325448).
- (en) Samantha Bobba, Sascha K. R. Spencer, Olivia J. K. Fox, Ashish Agar, Minas T. Coroneo et Ian C. Francis, « Management of the photic sneeze reflex utilising the philtral pressure technique », Eye, vol. 33,‎ 2019, p. 1186–1187 (PMID 30783255, DOI 10.1038/s41433-019-0368-4 , S2CID 73498086).
- (en) Ray A. Breitenbach, Paula K. Swisher, M. K. Kim et Beena S. Patel, « The photic sneeze reflex as a risk factor to combat pilots », Military Medicine, vol. 158, no 12,‎ décembre 1993, p. 806–809 (PMID 8108024, DOI 10.1093/milmed/158.12.806, S2CID 10884414).
- (en) Tumul Chowdhury, Zohara Sternberg, Eugene Golanov, Riccardo Gelpi, Thomas Rosemann et Bernhard J. Schaller, « Photic Sneeze Reflex : Another Variant of the Trigeminocardiac Reflex? », Future Neurology, vol. 14, no 4,‎ 2019, article no FNL32 (PMID 208377797, DOI 10.2217/fnl-2019-0007).
- (en) William R. Collie, Roberta A. Pagon, Judith G. Hall et Mohamed H. Shokeir, « ACHOO syndrome (autosomal dominant compelling helio-ophthalmic outburst syndrome) », Birth Defects Original Article Series, vol. 14, no 6B,‎ 1978, p. 361–363 (PMID 728575, S2CID 26223701).
- (en) N. Deshmukh, « Sneezing response to bright light : Is it a cause of accidents? », The Guthrie Journal, vol. 64, no 3,‎ 1995, p. 104–105.
- (en) Henry C. Everett, « Sneezing in response to light », Neurology, vol. 14, no 5,‎ mai 1964, p. 483–490 (PMID 14144120, DOI 10.1212/wnl.14.5.483, S2CID 7953134).
- (en) J. M. Forrester, « Sneezing on exposure to bright light as an inherited response », Human Heredity, vol. 35, no 2,‎ 1985, p. 113–114 (PMID 3988295, DOI 10.1159/000153527, S2CID 46825450).
- (es) José Manuel García Moreno, Maria Dolores Páramo, M. C. Cid, Guillermo Navarro Mascarell, Miguel Angel Gamero, Miguel Lucas et Guillermo Izquierdo, « Síndrome de estornudos heliooftálmicos compulsivos autosómico dominante (reflejo fótico de estornudo) : Estudio clínico de seis familias españolas », Neurología, vol. 20, no 6,‎ juillet 2005, p. 276–282 (PMID 16007510, lire en ligne [PDF]).
- (es) José Manuel García Moreno, « Reflejo fótico de estornudo o síndrome de estornudos helio-oftálmicos incoercibles autosómico dominante », Neurología, vol. 21, no 1,‎ janvier–février 2006, p. 26–33 (PMID 16525923, lire en ligne [PDF]).
- (en) D. Hydén et S. Arlinger, « On light-induced sneezing », Eye, vol. 23, no 11,‎ 2009, p. 2112–2114 (PMID 19575036, DOI 10.1038/eye.2009.165, S2CID 205138873).
- (en) B. Katz, R. B. Melles, M. R. Swenson et J. A. Schneider, « Photic sneeze reflex in nephropathic cystinosis », Brit J Ophthal, vol. 74,‎ 1990, p. 706–708 (PMID 2275931).
- (en) Philipp Kulas, Dietmar Hecker, Bernhard Schick et Alessandro Bozzato, « Investigations on the prevalence of the photo-induced sneezing reflex in the German population, a representative cross-sectional study », European Archives of Oto-Rhino-Laryngology, vol. 274, no 3,‎ mars 2017, p. 1721–1725 (PMID 27568353, DOI 10.1007/s00405-016-4256-2, S2CID 11657938).
- (en) David M. Lang et William C. Howland III, « Solar sneeze reflex », Journal of the American Medical Association, vol. 257, no 10,‎ 13 mars 1987, p. 1330–1331 (PMID 3820439, DOI 10.1001/jama.1987.03390100068019, S2CID 33782364).
- (en) Nicolas Langer, Gian Beeli et Lutz Jäncke, « When the Sun Prickles Your Nose : An EEG Study Identifying Neural Bases of Photic Sneezing », PLOS One, vol. 5, no 2,‎ 15 février 2010, article no e9208 (PMID 20169159, PMCID PMC2821404, DOI 10.1371/journal.pone.0009208 , S2CID 16801513).
- (en) Harold H. Morris III, « ACHOO syndrome : Prevalence and inheritance », Cleveland Clinic Journal of Medecine, vol. 54, no 5,‎ septembre–octobre 1987, p. 431–433 (PMID 3665024, DOI 10.3949/ccjm.54.5.431, S2CID 40247226, lire en ligne ).
- (en) Harold H. Morris III, « ACHOO syndrome : Laboratory findings », Cleveland Clinic Journal of Medecine, vol. 56, no 7,‎ octobre 1989, p. 743–744 (PMID 2598462, DOI 10.3949/ccjm.56.7.743, S2CID 35410985, lire en ligne ).
- (en) Stephen J. Peroutka et Laura A. Peroutka, « Autosomal dominant transmission of the ‘photic sneeze reflex’ », The New England Journal of Medicine, vol. 310, no 9,‎ 1er mars 1984, p. 599–600 (PMID 6694722, DOI 10.1056/NEJM198403013100923, S2CID 67934856).
- (en) Georg A. Petroianu, « Photic Sneeze Reflex », Advances in Historical Studies, vol. 11, no 4,‎ décembre 2022 (DOI 10.4236/ahs.2022.114017 , S2CID 255093146).
- (en) Daimei Sasayama, Shinya Asano, Shun Nogawa, Shoko Takahashi, Kenji Saito et Hiroshi Kunugi, « A genome-wide association study on photic sneeze syndrome in a Japanese population », Journal of Human Genetics, vol. 63, no 6,‎ juin 2018, p. 765–768 (PMID 29559738, DOI 10.1038/s10038-018-0441-z, S2CID 4061436).
- (en) Daimei Sasayama, Shinya Asano, Shun Nogawa, Shoko Takahashi, Kenji Saito et Hiroshi Kunugi, « Possible association between photic sneeze syndrome and migraine and psychological distress », Neuropsychopharmacology Reports, Japanese Society of Neuropsychopharmacology, vol. 39, no 3,‎ septembre 2019, p. 217–222 (PMID 31287245, PMCID PMC7292289, DOI 10.1002/npr2.12067, S2CID 195842713).
- (en) Ioana Scherbakova, Daniel S. Casper, Srilaxmi Bearelly et Jeffrey G. Odel, « Acute Solar Retinopathy and the Autosomal Dominant Compelling Helio-Ophthalmic Outburst Syndrome », Journal of Neuro-Ophthalmology, North American Neuro-Ophthalmology Society anglais, vol. 40, no 2,‎ juin 2020, p. 243–245 (PMID 31609836, DOI 10.1097/WNO.0000000000000851, S2CID 204704398).
- Jean Sedan, « Réflexe photo-sternutatoire », Revue d'oto-neuro-ophtalmologie, vol. 26, no 2,‎ 1954, p. 123–126 (PMID 13225300).
- (en) Leo P. Semes, John F. Amos et John F. Waterbor, « The photic sneeze response : A descriptive report of a clinic population », Journal of the American Optometric Association, vol. 66, no 6,‎ juin 1995, p. 372–377 (PMID 7673597, S2CID 34671836).
- (es + en) Carlos Sevillano Torrado, Alberto Parafita Fernández, Verónica Rodríguez López, Marta Sampil González, Noelia Moraña Borrageiros, Eloy Fernando Viso Outeiriño et Francisco Javier Cores González, « Curiosidad: reflejo de estornudo fótico. Síndrome helio-oftálmico de estornudos compulsivos autosómico dominante » [« A curious fact: Photic sneeze reflex. Autosomical dominant compelling helio-ophthalmic outburst syndrome »], Archivos de la Sociedad Española de Oftalmología, vol. 91, no 7,‎ juillet 2016, p. 305–309 (PMID 26896062, DOI 10.1016/j.oftal.2016.01.011, S2CID 31327261, lire en ligne  [PDF]).
- (en) Mengqiao Wang, Xinghan Sun, Yang Shi, Xiaojun Song et Hao Mi, « A genome-wide association study on photic sneeze reflex in the Chinese population », Scientific Reports, vol. 9,‎ 2019, article no 4993 (PMID 30899065, PMCID PMC6428856, DOI 10.1038/s41598-019-41551-0 , S2CID 84846825).
- (en) Bradley W. Whitman et Roger J. Packer, « The photic sneeze reflex : Literature review and discussion », Neurology, vol. 43, no 5,‎ mai 1993, p. 868–871 (PMID 8492938, DOI 10.1212/wnl.43.5.868 , S2CID 46561038).

#### Rapports de cas
- (en) David C. Abramson, « Sudden unexpected sneezing during the insertion of peribulbar block under propofol sedation », Canadian Journal of Anaesthesia, vol. 42, no 8,‎ août 1995, p. 740–743 (PMID 7586116, DOI 10.1007/BF03012675 , S2CID 38926508).
- (en) I. Lewkonia, « An infrequent response to slit-lamp examination », British Journal of Ophthalmology, vol. 53, no 7,‎ 1969, p. 493–495 (PMID 5804036, PMCID PMC1207456, DOI 10.1136/bjo.53.7.493 , S2CID 10485176, lire en ligne  [PDF]).

#### Correspondance avec les revues médicales
- (en) Emyr Wyn Benbow, « Letters to the Editor : Practical hazards of photic sneezing », British Journal of Ophthalmology, vol. 75, no 7,‎ juillet 1991, p. 447 (PMID 1854707, PMCID PMC1042420, DOI 10.1136/bjo.75.7.447-a ).
- (en) Shalini Subramanian et Deepa Shetty, « Letters to Editor : Stifling the sneeze in ACHOO syndrome—What the anesthesiologist should know », Journal of Anaesthesiology Clinical Pharmacology, vol. 39, no 3,‎ juillet–septembre 2023, p. 499–500 (PMID 38025565, PMCID PMC10661646, DOI 10.4103/joacp.joacp_440_21 , S2CID 259535563).

#### Entrées de dictionnaire et manuels
- (en) « ACHOO Syndrome », dans Bruno Bissonnette (dir.), Igor Luginbuehl (dir.) et Thomas Engelhardt (dir.), Syndromes : Rapid Recognition and Perioperative Implications, New York, McGraw Hill, 2019, 2e éd. (1re éd. 2006), XXI-1384 p. (ISBN 978-1-259-86178-9 et 978-1-259-86179-6), p. 13.
- (en) Laura Dean, « ACHOO Syndrome », dans Victoria M. Pratt (dir.), Stuart A. Scott (dir.), Munir Pirmohamed (dir.), Bernard Esquivel (dir.), Brandi L. Kattman (dir.) et Adriana J. Malheiro (dir.), Medical Genetics Summaries, Bethesda (MD), National Center for Biotechnology Information, 2012, 2015 (PMID 28520355, S2CID 209246784, lire en ligne ).
- (en) Evelyn B. Kelly, « ACHOO Syndrome », dans Encyclopedia of Human Genetics and Disease, vol. 1, Santa Barbara (CA), Greenwood (ABC-CLIO), 2013, XVIII-957 p., 2 vol. (ISBN 978-0-313-38713-5 et 978-0-313-38714-2), p. 38–39 [lire en ligne]
- (en) Victor McKusick, chap. 100820 « ACHOO Syndrome », dans Mendelian Inheritance in Man, 1986, 2003 (lire en ligne ).

#### Presse
- (en) Jason G. Goldman, « Why looking at the light makes us sneeze » , Future, BBC, 24 juin 2015.
- Lise Loumé, « Question de la semaine : pourquoi certains éternuent-ils au soleil (et pas d'autres) ? » , Sciences et Avenir, 27 avril 2018.
- (en) Zawn Villines (revu par Nicole Leigh Aaronson), « What is the photic sneeze reflex? » , sur Medical News Today, 30 novembre 2023.